# Haydy Morsy
Pour les articles homonymes, voir Morsy (homonymie).
Haydy Morsy (née le 18 septembre 1999) est une pentathlonienne égyptienne . Elle s'est qualifiée pour les Jeux olympiques d'été de 2016 et les Jeux olympiques d'été de 2020.

## Palmarès

### Championnats du monde
- Championne du monde en relais 2022[2]

### Championnats d'Afrique
- Championne d'Afrique 2019
- Championne d'Afrique 2015
- Championne d'Afrique par équipe 2023
- Championne d'Afrique par équipe 2019
- Championne d'Afrique par équipe 2015
- Vice-championne d'Afrique 2023